# Sergij (Zajčikov)
Sergij (světským jménem: Jevgenij Alexejevič Zajčikov; * 2. srpna 1985, Zemětčino) je ruský duchovní Ruské pravoslavné církve a biskup alapajevský a irbitský.

## Život
Narodil se 2. srpna 1985 v sídle Zemětčino Penzenské oblasti.
Od roku 2004 navštěvoval Penzenské duchovní učiliště, který dokončil roku 2007. Poté nastoupil na Moskevský duchovní seminář a následně na Moskevskou duchovní akademii, kde získal titul magistra teologie.
Od 1. července 2014 do 1. září 2016 byl ekonomem Archijerejského domu v Penze. Dne 24. srpna 2014 přijal mnišský postřih se jménem Sergij na počest svatého Sergija Radoněžského. Dne 28. srpna jej metropolita penzenský Serafim (Domnin) rukopoložil na jerodiákona a 7. ledna 2015 na jeromonacha. Následující rok byl přijat do monastýru Proměnění Páně v Penze, kde byl 2. září jmenován dočasným představeným a 27. prosince řádným představeným.
Dne 24. října 2024 jej Svatý synod zvolil biskupem alapajevským a irbitským. Dne 4. listopadu byl povýšen na archimandritu a biskupská chirotonie proběhla 2. prosince v chrámu Krista Spasitele v Moskvě. Hlavním světitelem byl patriarcha moskevský a celé Rusi Kirill.